# 臺灣省議員列表
此條目羅列中華民國臺灣省參議會、臺灣省臨時省議會、臺灣省議會以及臺灣省諮議會各時期的議員名單。

## 臺灣省參議會
任期：1946年5月1日—1951年12月11日
- 編制名額30位（由各縣市參議會間接選舉）：
  - 黃朝琴（議長）、李萬居（副議長）、王添灯、黃純青、李友三、林日高、林為恭、吳鴻森、劉闊才、馬有岳、洪約白、劉兼善、林璧輝、鄭品聰、林獻堂、洪火煉、楊陶（楊宗陶）、丁瑞彬、劉明朝、殷占魁、陳按察、高恭、韓石泉、林連宗、劉傳來、蘇惟梁、郭國基、陳文石、李崇禮、顏欽賢
  - 候補名額30位：有15位候補議員遞補上
    - 蔣渭川（補王添灯）、陳旺成（補蔣渭川）、林世南（補林日高）、盧根德（補黃純青）、張錫祺（補吳鴻森）、彭德（補張錫祺）、黃聯登（補洪約白）、吳瑞泰（補劉兼善）、陳振宗（補鄭品聰）、楊天賦（補林献堂）、梁道（補陳按察）、謝水藍（補劉明朝）、高順賢（補高恭）、陳茂堤（補林連宗）、張振生（補顏欽賢）
- 遴選名額6位（共11位議員，2位未報到[可疑]）：
  - 呂永凱（辭職補郭雨新）、陳清棟（辭職補林虛中）、何義、任公藩（辭職補謝漢儒）、葉榮鐘（未報到）、李緞（未報到）
  - 遴選遞補：謝漢儒、林虛中、郭雨新、楊金寶（補葉榮鐘）、張瑞麒（補李緞）
- 山地名額1位（共2位議員）：
  - 華清吉、林瑞昌（補華清吉）

## 臺灣省臨時省議會

### 第一屆
任期：1951年12月11日—1954年6月2日 （間接選舉）
黃朝琴（議長）、林頂立（副議長）、賴森林、白金泉、李建和、王宋瓊英、郭雨新、蘇東芳、張芳燮、陳長壽、許金德、姜阿新、劉闊才、黃運金、陳水潭、林雲龍、蔡鴻文、林生財、蕭敦仁、周天啟、呂世明、游蘇鴦、劉金約、陳萬、黃祺祓（補廖裕紛、再補李茂炎）、陳海永、李萬居、劉啟光（辭職，補朱榮貴）、劉傳來、黃宗焜、張李德和、王雲龍、郭秋煌、梁許春菊、劉朝四、陳皆興、邱智生、陳文石、林璧輝、蕭秀利、尤明哲、馬有岳、高順賢、陳逢源、黃成金、浦陸佩玉、陳漢周、林湯盤、黃業、王開運、何傳、黃堯、潘福隆、林瑞昌、陳修福

### 第二屆
任期：1954年6月2日—1957年6月2日 （直接選舉）
黃朝琴（議長）、林頂立（副議長）、李建和、林世南、賴森林、王宋瓊英、郭雨新、陳火土、張芳燮、陳長壽、許金德、何禮棟、劉闊才、黃運金、李卿雲、何金生、蔡鴻文、林生財、林端珍、陳萬福、張炎清、游蘇鴦、陳萬（辭職，補陳彩龍）、劉金約、李萬居、黃祺袚、黃廖素娥、黃宗焜、劉傳來、翁新臺、許世賢、胡丙申、吳三連、梁許春菊、朱萬成、陳皆興、劉朝四、陳振茂、蕭秀利、江金彰、洪掛、林永樑、郭石頭、周百鍊、陳逢源、陳和錦、林王少華、張振生、徐灶生、林金聲、黃業、林全義、林仁和、盧繼竇、潘福隆、葛良拜、高贏清

### 第三屆
任期：1957年6月2日—1959年6月24日
黃朝琴（議長）、謝東閔（副議長）、李建和、林世南、賴森林、張彩鳳、陳天佑、陳火土、郭雨新、葉寒青、王新順、黃宗寬、許金德、許振乾、陳俊宏（病逝、由葉炳煌替補）、王天賜、藍茂松、黃運金、蔡鴻文、李卿雲、李雅正、陳林雪霞、林生財、蘇振輝、陳筆、楊紅綢、蕭添財、陳彩龍、王安順、李萬居、江文清、林蔡素女、蔡錦棟、何甘棠、賴淵平、許世賢、吳三連、郭秋煌、王雲龍、梁許春菊、黃占岸、林清景、朱萬成、王國秀、劉盛財、江金彰、葉慶源、蔡李鴦、林尚英、林茂盛、郭石頭、李良榮（辭職、由李丙心替補）、郭國基、陳大拔、陳茂榜、胡克柔、張振生、程冠珊、賴榮木、歐雲明、林全祿、李源棧、黃堯、潘福隆、高永清、高贏清

## 臺灣省議會

### 第一屆
任期：1959年6月24日—1960年6月1日
黃朝琴（議長）、謝東閔（副議長）、李建和、林世南、賴森林、張彩鳳、陳天佑、陳火土、郭雨新、葉寒青、王新順、黃宗寬、許金德、許振乾、葉炳煌、王天賜、藍茂松、黃運金、蔡鴻文、李卿雲、李雅正、陳林雪霞、林生財、蘇振輝、陳筆、楊紅綢、蕭添財、陳彩龍、王安順、李萬居、江文清、林蔡素女、蔡錦棟、何甘棠、賴淵平、許世賢、吳三連、郭秋煌、王雲龍、梁許春菊、黃占岸、林清景、朱萬成、王國秀、劉盛財、江金彰、葉慶源、蔡李鴦、林尚英、林茂盛、郭石頭、李丙心、郭國基、陳大拔、陳茂榜、胡克柔、張振生、程冠珊、賴榮木、歐雲明、林全祿、李源棧、黃堯、潘福隆、高永清、高贏清

### 第二屆
任期：1960年6月2日—1963年6月1日
黃朝琴（議長）、謝東閔（副議長）、李建和、賴森林、王宋瓊英、李秋遠（當選無效，補張彩鳳）、林世南、陳天佑、郭雨新、陳世叫、張富、葉寒青、簡欣哲、許金德、陳錦相、鄭宋柳、黃運金、藍茂松、劉定國、李卿雲、陳新發、陳林雪霞、蔡鴻文、徐堅、莊北斗、陳筆、蘇振輝、黃高碧桃、林益川、蕭添財、李烏棕、李萬居、林牛港、林蔡素女、林王紫燕、蔡錦棟、吳泉洝、何茂取、許世賢、賴淵平、梁許春菊、郭秋煌、王雲龍、許寬茂、林清景、朱萬成、黃占岸、王國秀、張豐緒、劉盛財（辭職，補卜慶葵）、蔡李鴦、江金彰、洪掛、馬有岳、郭石頭（病故，補許記盛）、郭國基、姚冬聲、郭岐、陳重光、陳愷、呂錦花、謝清雲、張振生、賴榮木、徐灶生、林全祿、魏東安、李源棧、蔡文玉、林澄增、潘福隆、黃國政、章博隆

### 第三屆
任期：1963年6月2日—1968年6月2日
謝東閔（議長）、許金德（副議長）、李秋遠、李建和、賴森林、陳天佑、李炳盛、王宋瓊英、郭雨新、陳火土、許新枝、葉寒青、張富、葉炳煌、陳興盛、林為寬、徐享城、黃運金、蔡鴻文、李卿雲、陳新發、陳林雪霞、莊北斗、賴樹旺、陳筆、徐堅、黃高碧桃、劉金約、林明德、李烏棕、李萬居、廖秉輝、王安順、林牛港、林蔡素女、林福地、蔡錦棟、吳泉洝、蔣天降、許世賢、李銑、張文獻、李雅樵、陳華宗、梁許春菊、余陳月瑛、王國秀、朱萬成、黃占岸、林亮雲、江金彰、張豐緒、蔡李鴦、洪掛、徐輝國、鄭大洽、黃光平、楊玉城、蔣淦生、黃奇正、陳重光、呂錦花、謝清雲、張振生、賴榮木、吳一衛、白世維、歐雲明、李源棧、黃堯、蔡文玉、謝貴、黃國政、章博隆

### 第四屆
任期：1968年6月2日—1973年2月1日
謝東閔（議長）、蔡鴻文（副議長）、李建和、黃光平、陳根塗、王宋瓊英、李炳盛、李秋遠、陳火土、郭雨新、張富、葉寒青、吳伯雄、何寶珍、古燧昌、許金德、鄭宋柳、邱仕豐、湯慶松、魏綸洲、李卿雲、陳林雪霞、陳新發、呂俊傑、陳筆、蕭錫齡、葉黃鵲喜、陳慶春、陳希哲、林明德、王安順、林牛港、廖秉輝、林蔡素女、王吟貴、吳泉洝、蔡錦棟、林福地、黃宗焜、蔡陳翠蓮、陳華宗、楊罄宜、李雅樵、高育仁、梁許春菊、王國秀、余陳月瑛、朱萬成、黃占岸、林亮雲、陳恆隆、董錦樹、蔡李鴦、蔡聰明、黃金鳳、呂安德、謝清雲、張振生（病故，補蔡讚雄）、賴榮木（病故，補賴榮松）、林傳旺、趙森海、蔡介雄、白世維、李存敬、郭國基、凃麗生、蔡建生、謝貴、陳學益、章博隆、李文正

### 第五屆
任期：1973年2月1日—1977年12月19日
蔡鴻文（議長）、魏綸洲（副議長）、李儒侯、李玉泉、李炳盛、黃光平、陳根塗、鄭貞德、戴麗華、陳洦汾、官來壽、許信良、張富、葉國光、何寶珍、藍榮祥、陳天錫、陳昌瑞、林佾廷、黃秀森、陳新發、李子駸、張郭秀霞、白權、柯明謀、洪木村、施金協、謝許英、林明德、謝明琳、張濰濱、黃鎮岳、張賢東、王安順、王吟貴、黃陳瑟、簡維章、林爾昌、蔡陳翠蓮、涂延卿、蔡端仁、林耿清、謝崑山、林秋龍、蔡江淋、江恩、陳義秋、郭吳合巧、余陳月瑛、蔡來福、董錦樹、蔡江來、邱連輝、陳施蕊、洪掛、吳水雲、高龍雄、謝修平、張堅華、廖榮祺、賴榮松、張丁誥、蔡介雄、趙森海、蔡建生、朱有福、黃英雄、歐石秀、趙绣娃、華加志、陳學益、章博隆、李文正

### 第六屆
任期：1977年12月20日—1981年12月20日
蔡鴻文（議長）、魏綸洲（副議長）、李玉泉、李儒侯、邱益三、陳根塗、李炳盛、陳金德、苗素芳、林義雄、官來壽、李詩益、劉邦友、許新枝、張貴木、黃玉嬌、藍榮祥、劉榭燻、陳天錫、傅文政、林佾廷、洪振宗、李子駸、林漢周、張郭秀霞、柯明謀、洪木村、王顯明、施金協、謝許英、張俊宏、白炳輝、謝明琳、黃鎮岳、蘇洪月嬌、張賢東、廖泉裕、陳錫章、林樂善、蔡陳翠蓮、黃永欽、呂秀惠、簡維章、蘇俊雄、蔡江淋、謝崑山、林耿清、江恩、余陳月瑛、陳義秋、郭吳合巧、林再生、鄭李惠、邱連輝、董錦樹、賴志榮、陳施蕊、高崇熙、張俊雄、高龍雄、柯水源、周滄淵、廖榮祺、廖朝錩、何春木、蔡介雄、黃國展、林文雄、蘇順國、朱有福、趙绣娃、祝畫澄、施鐘响、華加志、陳學益、林忠信、莊金生

### 第七屆
任期：1981年12月20日—1985年12月20日
高育仁（議長）、黃鎮岳（副議長）、鄭貞德、鄭逢時、簡盛義、陳金德、李儒將、李玉泉、劉炳偉、吳益利、黃聲鏞、苗素芳、陳洦汾、游錫堃、劉邦友、李詩益、呂吉助、簡錦益、林清松、黃玉嬌、藍榮祥、邱泉華、魏雲杰、林佾廷、傅文政、林火順、洪振宗、李子駸、林漢周、謝東春、童福來、張郭秀霞、柯明謀、施松輝、王顯明、施金協、洪性榮、謝許英、陳啟吉、鄭文鍵、白炳輝、廖泉裕、陳錫章、蘇洪月嬌、黃永欽、呂秀惠、廖枝源、蔡陳翠蓮、謝三升、蔡江淋、謝鈞惠、黃秀孟、余玲雅、陳義秋、林仙保、林再生、林源山、林羵羊、蘇貞昌、簡明景、謝漢津、余慎、高崇熙、張俊雄、林聯登、周滄淵、林水木、廖朝錩、廖繼魯、廖榮祺、林文雄、黃國展、蔡介雄、李文來、陳學益、林忠信、莊金生

### 第八屆
任期：1985年12月20日—1989年12月20日
高育仁（議長）、黃鎮岳（副議長）、王兆釧、鄭逢時、劉炳偉、劉克、陳金德、苗素芳、簡盛義、黃聲鏞、陳照郎、高文良、游錫堃、林明正、黃玉嬌、呂進芳、劉邦友、吳文妃、黃木添、呂吉助、周細滿、魏雲杰、林火順、林佾廷、傅文政、童福來、王玲惠、謝東春、李子駸、黃鈴雄、張郭秀霞、施松輝、王顯明、洪木村、張朝權、洪性榮、謝許英、陳啟吉、林宗男、陳志彬、廖泉裕、陳錫章、蘇洪月嬌、呂秀惠、陳明文、李雅景、黃秀孟、蔡江淋、謝鈞惠、方醫良、余玲雅、洪周金女、陳景星、吳大清、林仙保、蘇貞昌、林國龍、董榮芳、簡明景、余慎、高崇熙、吳國棟、林聯登、林水木、周滄淵、莊姬美、廖榮祺、何春木、廖繼魯、黃永欽、李明通、施治明、蔡介雄、李文來、翁文德、楊仁福、洪文泰、陳建年

### 第九屆
任期：1989年12月20日—1994年12月20日
簡明景（議長）、黃鎮岳（副議長）、劉炳偉（替補副議長）、周慧瑛、鄭逢時、陳金德、江上清、簡盛義、游任和、陳照郎、劉克、苗素芳、劉守成、盧逸峰、黃木添、邱創良、呂進芳、陳進祥、黃玉嬌、彭添富、邱鏡淳、周細滿、林火順、林佾廷、傅文政、劉銓忠、楊文欣、童福來、黃正義、郭榮振、楊瓊瓔、謝言信、林進春、陳振雄、張朝權、洪木村、游月霞、林宗男、馬榮吉、簡金卿、曾蔡美佐、蘇文雄、蘇洪月嬌、李雅景、陳明文、連錦水、黃秀孟、謝三升、蔡江淋、方醫良、謝鈞惠、余玲雅、林仙保、林源山、吳大清、鍾德珍、邱茂男、董榮芳、余慎、高崇熙、王慶豐、許素葉、周滄淵、劉文雄、張蔡美、賴誠吉、金萬里、何春木、張溫鷹、黃永欽、陳榮盛、李明通、蔡介雄、曾華德、林春德、楊仁福、陳建年

### 第十屆
任期：1994年12月20日—1998年12月20日
劉炳偉（議長）、楊文欣（副議長）、周慧瑛、王兆釧、羅明旭、楊泰順、宋艾克、張清芳、陳照郎、林錫耀、江上清、周錫瑋、簡盛義、劉守成（辭職，補陳歐珀）、盧逸峰、呂進芳、鄭金玲、黃木添、彭添富、邱創良、陳進祥、邱鏡淳、張學舜、陳超明、傅學鵬、林久翔、劉銓忠、郭俊銘、郭榮振、顏清標、楊瓊瓔、謝章捷、周清玉、游月霞、謝言信、林進春、陳振雄、林宗男、張明雄、陳啟吉、蘇文雄、侯惠仙、曾蔡美佐、蘇治洋、陳明文、許登宮、黃永聰、葉宜津、方醫良、謝三升、鄭國忠、謝鈞惠、楊秋興、余政道、林仙保、鍾紹和、趙良燕、邱茂男、林淵熙、曹啟鴻、余慎、徐慶元、張福興、許素葉、程惠卿、劉文雄、張蔡美、盧秀燕、張溫鷹、王世勛、賴誠吉、黃永欽、林南生、陳榮盛、蔡介雄、曾華德、林春德、楊仁福、林正二

## 臺灣省諮議會

### 第一屆
- 議長：林柏榕 1998年12月21日—2000年5月20日，彭添富 2000年6月8日—2001年12月20日
- 全文盛、呂進芳、李明通、李忠憲、林久翔、林仙保、林健治、林敏霖、林錫山（1999年2月28日辭職，擔任立法院秘書長）、林聰明、邱俊男、邱茂男、柯水源、陳啟吉、陳進祥、陳照郎、陳濬全、張炳文、莊金生、許幸惠、黃正義、楊金木、楊國夫、歐明憲、賴誠吉、謝鈞惠、謝漢津、羅明旭、陳紹輝

### 第二屆
- 議長：范振宗 2001年12月21日—2002年1月31日，余玲雅 2002年2月1日—2004年12月20日
- 王東暉、張倉顯、陳進祥、林哲藝、魏早炳、鄭家吉、陳啟吉、蕭裕珍、吳南河、李明通、鄭烈、鄭光博、許幸惠、王戴春滿、黃文峰、陳福來、游振亮、黃晄秀、郭晏生、周細滿

### 第三屆
- 議長：余玲雅 2004年12月21日—2007年12月20日
- 蔡爾翰、許幸惠、陳啟吉、陳進祥、蕭裕珍、吳修榮、黃晄秀、游振亮、郭晏生、陳福來、鄭光博、蕭裕正、陳麗貞

### 第四屆
- 議長：余玲雅 2007年12月21日—2008年12月31日，李源泉 2009年1月1日—2010年12月20日
- 李源泉、余玲雅、蔡爾翰、陳進祥、許幸惠、陳啟吉、蕭裕珍、黃晄秀、游振亮、周細滿、魏早炳、黃文峰、陳福來、李明通、朱銅樹、劉文欽、劉櫂漳、方來進、吳忠光、洪國浩、賴儀松、林榮昌、張建忠、陳光復、王英三、蘇主榮、吳武雄、陳阿水、呂學記

### 第五屆
- 議長：李源泉 2010年12月21日—2013年12月20日
- 李源泉、陳進祥、陳啟吉、魏早炳、周細滿、陳光復（2014年12月辭職，擔任澎湖縣長）、蘇主榮（2011年12月辭職）、陳亦文、呂明美、張碧琴、鄒玉梅、陳光琛、楊玉珍、李銘洲、王東一、黃國芳、林郁虹（2011年2月辭職）、尤松雄、林信華（2012年8月辭職）、鄒永宏、陳凱莉、梁俊良、黃建築、楊傳國、林娜鈴、李佩玲、李宏裕、陳福來、王英三、黃昌源（補林郁虹缺）、陳明順（補蘇主榮缺）、游旺欉（補林信華缺）

### 第六屆
- 議長：李源泉 2013年12月21日—2016年6月30日，陳成家（代理） 2016年7月1日—2016年12月20日
- 游旺欉、尤松雄、陳進祥、張碧琴、鄒玉梅、陳光琛、楊玉珍、李宏裕、李銘洲、王東一、李佩玲（2016年7月15日辭職）、黃昌源、陳明順、林娜鈴、鄒永宏、陳凱莉、黃建築、陳亦文、呂明美、黃國芳

### 第七屆
- 議長：鄭永金 2016年12月21日—2018年6月10日 （末任）

## 外部連結
- 臺灣省諮議會網站